# 橋野純平
橋野 純平（はしの じゅんぺい、1982年10月19日 - ）は、日本の俳優。東京都出身。血液型O型。身長174cm。フリーランス。かつてはジェイエフシーティーに所属していた。趣味は水泳、ツーリング、映画鑑賞。

## 出演

### 映画
- 「兄兄兄妹」村松正浩監督（2008年）主演
- 「青すぎたギルティー」平波亘監督（2009年）
- 「極東EASTER-BOOSTER」亀井亨監督（2009年）
- 「相談好きの女」・船橋淳監督（2009年）
- 「パンドラの匣」冨永昌敬監督（2009年）
- 「賽ヲナゲロ」天野千尋監督（2009年）
- 「僕らの教室」堀切基和監督（2009年）主演
- 「さよならマフラー」天野千尋監督（2009年）
- 「結婚学入門〜新婚篇〜」佐藤央監督（2010年）
- 「乱暴と待機」・冨永昌敬監督（2010年）
- 「スリー☆ポイント」山本政志監督（2011年）
- 「神様のカルテ」・深川栄洋監督（2011年）
- 「ソーローなんてくだらない」吉田浩太監督（2011年）
- 「アイネクライネ・ナハトムジーク」平波亘監督（2011年）
- 「グレイト・グランマ・イズ・スティル・アライブ」村松正浩監督（2011年）
- 「ひねくれてもポップ」村松英治監督（2011年）
- 「CARP VS NATIONALS」今泉力哉監督（2011年）
- 「トビラを開くのは誰？」伊月肇監督（2011年）
- 「武闘派野郎」冨永昌敬監督　311仙台短編映画祭制作プロジェクト「明日」（2011年）
- 「フィガロの告白」天野千尋監督（2012年）
- 「労働者階級の悪役」平波亘監督（2012年）
- 「アイドル・イズ・デッド」加藤行宏監督（2012年）
- 「恋はパレードのように」天野千尋監督（2012年）
- 「ゆく人、くる人」天野千尋監督（2012年）
- 「Playback」三宅唱監督（2012年）
- 「SR サイタマラッパー ローサイドの逃亡者」入江悠監督（2012年）
- 「一万円マン」小林でび監督（2012年）
- 「聴こえてる、ふりをしただけ」今泉かおり監督（2012年）
- 「トオルとアキラ 第一話 集団自殺を食い止めろ」平波亘監督（2012年）
- 「Everybody Loved The Guitar man」平波亘監督（2012年）
- 「ロング・サマースクール」村松正浩監督（2012年）
- 「社会人」二ノ宮隆太郎監督（2013年）
- 「トムソーヤーとハックルベリーフィンは死んだ」平波亘監督（2013年）主演
- 「ダンスナンバー 時をかける少女」三浦直之監督（2013年）
- 「ウィンターズ・レコード」平波亘監督（2013年）
- 「瘟泉」サム・レオン監督（2013年）
- 「FAREWELL TAPE／THEATER OF THE DEAD」平波亘監督（2013年）
- 「ロリータなんて」倉本雷大監督（2013年）
- 「杉並区の渋谷くん」平波亘監督（2013年）
- 「悪友の面影」冨永昌敬監督（2013年）
- 「東京戯曲」平波亘監督（2014年）
- 「ゼウスの法廷」高橋玄監督（2014年）
- 「神様のカルテ2」深川栄洋監督（2014年）
- 「ローリング」（2015年）
- 「人数の町」（2020年）
- 「シュシュシュの娘」（2021年） - 自警団馬場甫 役
- 「ベイビーわるきゅーれ 2ベイビー」（2023年） - 赤木 役
- 「ロストサマー」麻美監督（2023年）
- 「ナミビアの砂漠」山中瑶子監督（2024年）
- 「スノードロップ」吉田浩太監督（2025年公開予定）[1]
- 「蟲」平波亘監督（2025年公開予定）[2]

### テレビ
- 金曜プレステージ 目線（2010年、フジテレビ）
- もやしもん（2010年、フジテレビ）
- BOSS 第5話（2011年、フジテレビ）
- 捜し屋★諸星光介が走る!6（2011年、TBS）
- パンドラIII 革命前夜 第2話（2011年、WOWOW）
- 運命の人（2012年、TBS）
- ハンチョウ5 警視庁安積班（2012年、TBS）
- 東野圭吾ミステリーズ「甘いはずなのに」（2012年、フジテレビ）
- 大人番組リーグ お先にどうぞ スパゲティナポリタン篇（2012年、WOWOWプライム）
- 神様のボート（2013年、NHKBSプレミアム）
- 朗読ドキュメンタリードラマ・つなみ〜被災地の子どもたちのまなざしと言葉〜（2013年、NHK）
- SMOKING GUN〜決定的証拠〜 第9話（2014年、フジテレビ） - 大島隆二 役
- 平成物語 SEASON 1（2018年、フジテレビ）
- さすらい温泉♨遠藤憲一（2019年、テレビ東京） - ディレクター 役
- コントが始まる（2021年4月21日 - 、日本テレビ） - 國谷 役（雀荘「赤まむし」の店長）
- 法廷のドラゴン 最終話（2025年3月7日、テレビ東京） - 記者 役

### CM
- ハウス食品「ウコンの力　“忘れずにウコン”“健康にウコン”篇」（2009年）
- バンダイ 「プロ野球オーナーズリーグ」（2010年）
- NTT西日本 「フレッツ光新生活篇」（2011年）
- セゾン自動車火災保険 「大人の自動車保険」篇（2011年）
- 久光製薬「サロンパス 帰る・貼る・寝る（工事現場）」篇（2011年）
- ブッキングドットコム「サラリーマン篇」（2015年）